# Jupiter analog
Jupiter analog (englisch für Jupiter-Entsprechung; nicht zu verwechseln mit jupiterähnlichen Planeten in unserem Sonnensystem) wird ein Exoplanet genannt, dessen Masse und Umlaufbahn derjenigen Jupiters ähnelt.
Sternsysteme mit Jupiter analogs gelten als potentielle Heimstätten erdähnlicher Planeten auf erdähnlichen Bahnen nahe der Eislinie.

## Definition
Jupiter analogs sind definiert als Gasplaneten mit einer Umlaufdauer von über 8 Jahren. Sie sollten Massen zwischen dem 0,1-fachen und dem 12-fachen des Jupiters aufweisen (schwerere Himmelskörper sind Braune Zwerge) und eine geringe Bahnexzentrizität von e < 0,2 aufweisen, wodurch die Umlaufbahnen innerer Planeten nicht gestört werden.
Statt des Begriffs Jupiter analog wird auch Jupiter-Saturn analog verwendet.

## Beobachtungstechnik
Bei der Suche nach Jupiter analogs verspricht die Transitmethode, die ansonsten bei der Suche nach Exoplaneten erfolgreich angewendet wird, aufgrund der Größenordnung der Umlaufbahnen von Jahrzehnten keinen Erfolg. Dafür müssten nämlich mehrere Transits den Planeten vor dem Zentralstern beobachtet werden, die Wahrscheinlichkeit hierfür nimmt mit der Länge der Bahnachse jedoch stark ab.
Daher wird nach Jupiter analogs gesucht:
- durch eine direkte Abbildung im Infraroten. Solche Beobachtungen sind besonders erfolgversprechend um junge Sterne, da die Planeten wenige Millionen Jahre nach ihrer Entstehung erst geringe Teile der bei ihrer Kontraktion generierten thermischen Energie abgestrahlt haben.
- mit Hilfe der Radialgeschwindigkeitsmethode. Aufgrund des Durchmessers der Bahnachse erreichen die Amplituden der Radialgeschwindigkeits-Änderungen nur Werte um 10 m/s und können leicht mit magnetischen Zyklen auf dem Zentralstern verwechselt werden.

Mittels Microlensing können Gasplaneten zwar nachgewiesen, aber nicht ihre Bahn verfolgt werden.

## Bedeutung
Planeten mit einer Masse ähnlich der des Jupiters, jedoch auf sehr engen Bahnen um ihren Zentralstern, sind bereits als Hot Jupiters in großer Anzahl gefunden worden. Diese Exoplaneten dürften sich aber nicht am Ort ihrer jetzigen Bahn gebildet haben, sondern sind von ihrem Entstehungsort im äußeren Planetensystem in das innere Planetensystem gewandert. Bei dieser Migration haben sie alle erdähnlichen inneren Planeten aus ihrer Bahn entfernt.
Dagegen gelten Planetensysteme mit Jupiter analogs, d. h. mit Jupiter-ähnlichen Planeten, die nicht ins Innere des Planetensystems gewandert sind, als Orte mit potentiell bewohnbaren erdähnlichen Planeten, die bisher nur schwer nachgewiesen werden können. Die Suche nach Jupiter analogs soll außerdem ergeben, wie typisch für die Milchstraße unser Sonnensystem mit seinem solaren Planetensystem ist.

## Kandidaten für Jupiter analogs
- HD150706b
- HD222155b
- HD24040b
- HD39807b